# Lista zabytków w Żebbuġ
To jest lista zabytków w miejscowości Żebbuġ na wyspie Malcie, które są umieszczone na liście National Inventory of the Cultural Property of the Maltese Islands.

## Lista
| Nazwa zabytku                                       | Lokalizacja                                                | Współrzędne                                   | Nr na liście NICPMI | Zdjęcie |
| --------------------------------------------------- | ---------------------------------------------------------- | --------------------------------------------- | ------------------- | ------- |
| Kaplica Matki Bożej Opuszczonych                    | Triq il-Madonna                                            | 35°52′09,1″N 14°26′24,3″E/35,869199 14,440092 | 00007               |         |
| Villa Buleben                                       | Triq il-Madonna                                            | 35°52′09,1″N 14°26′23,7″E/35,869186 14,439915 | 01245               |         |
| Ġnien tal-Kmand                                     | Triq it-Tiġrija / Triq il-Buskett                          | 35°52′11,5″N 14°24′53,3″E/35,869856 14,414811 | 01246               |         |
| Kaplica św. Rocha                                   | 316 Triq il-Kbira / Triq San Rokku                         | 35°52′22,4″N 14°26′44,9″E/35,872884 14,445808 | 2208                |         |
| Nisza św. Rocha                                     | Triq il-Kbira / Triq Mamo                                  | 35°52′21,8″N 14°26′44,4″E/35,872718 14,445665 | 2209                |         |
| Kościół Wniebowzięcia Matki Bożej „Ta’ Mamo”        | Triq Mamo                                                  | 35°52′18,9″N 14°26′42,4″E/35,871913 14,445104 | 2210                |         |
| Nisza św. Jana Ewangelisty                          | 1/2 Triq Mula                                              | 35°52′16,9″N 14°26′39,2″E/35,871360 14,444209 | 2211                |         |
| Nisza św. Mikołaja z Bari                           | 28 Triq Sant’Antnin / Triq Mula                            | 35°52′16,8″N 14°26′37,7″E/35,871344 14,443792 | 2212                |         |
| Nisza św. Filipa z Agiry                            | 28 Triq Sant’Antnin / 1 Triq is-Siġġiewi                   | 35°52′16,6″N 14°26′37,4″E/35,871272 14,443709 | 2213                |         |
| Kościół św. Józefa                                  | Misraħ L-Isptar                                            | 35°52′15,0″N 14°26′35,3″E/35,870841 14,443129 | 2214                |         |
| Nisza Niepokalanego Poczęcia                        | Misraħ L-Isptar, Sqaq Nru. 2                               | 35°52′13,6″N 14°26′34,9″E/35,870440 14,443028 | 2215                |         |
| Nisza Matki Bożej z Góry Karmel                     | 40 Triq Sant’Antnin / Triq il-Knisja                       | 35°52′17,0″N 14°26′33,3″E/35,871383 14,442596 | 2216                |         |
| Nisza św. Józefa                                    | 14 Triq Sant’Antnin / Triq il-Knisja                       | 35°52′17,2″N 14°26′33,5″E/35,871442 14,442639 | 2217                |         |
| Statua św. Jana Ewangelisty                         | Misraħ San Filep (naprzeciw Triq il-Kbira)                 | 35°52′17,4″N 14°26′31,2″E/35,871513 14,442012 | 2218                |         |
| Statua św. Józefa                                   | Misraħ San Filep (naprzeciw Triq il-Kbira)                 | 35°52′17,4″N 14°26′31,7″E/35,871488 14,442143 | 2219                |         |
| Nisza św. Pawła                                     | Misraħ San Filep (przed kościołem po prawej stronie)       | 35°52′16,8″N 14°26′29,9″E/35,871346 14,441649 | 2220                |         |
| Nisza św. Filipa z Agiry                            | Misraħ San Filep (przed kościołem po lewej stronie)        | 35°52′17,3″N 14°26′30,1″E/35,871478 14,441694 | 2221                |         |
| Nisza św. Antoniego z Padwy                         | Triq il-Knisja (naprzeciw Triq il-Parroċċa)                | 35°52′16,2″N 14°26′30,9″E/35,871177 14,441929 | 2222                |         |
| Nisza św. Wawrzyńca                                 | Triq il-Knisja (naprzeciw Triq il-Parroċċa)                | 35°52′16,2″N 14°26′31,4″E/35,871155 14,442061 | 2223                |         |
| Kościół parafialny pw. św. Filipa z Agiry           | Misraħ San Filep                                           | 35°52′16,8″N 14°26′32,2″E/35,871320 14,442275 | 2224                |         |
| Krzyż                                               | Misraħ San Filep                                           | 35°52′17,4″N 14°26′29,2″E/35,871495 14,441448 | 2225                |         |
| Nisza Niepokalanego Poczęcia                        | 260 Triq il-Kbira                                          | 35°52′18,2″N 14°26′31,4″E/35,871727 14,442058 | 2226                |         |
| Nisza Najświętszego Serca Jezusa                    | 270/271 Triq il-Kbira                                      | 35°52′18,7″N 14°26′32,9″E/35,871870 14,442483 | 2227                |         |
| Nisza św. Pawła                                     | "Villa San Filep", 65 Triq il-Kbira                        | 35°52′18,9″N 14°26′35,4″E/35,871903 14,443176 | 2228                |         |
| Nisza Matki Bożej z Góry Karmel                     | 313 Triq il-Kbira                                          | 35°52′22,0″N 14°26′43,8″E/35,872774 14,445488 | 2229                |         |
| Nisza Niepokalanego Poczęcia                        | "Santa Rita", 7 Triq il-Kbira / Triq il-Kbira, Sqaq Nru. 1 | 35°52′24,8″N 14°26′51,7″E/35,873569 14,447691 | 2230                |         |
| Nisza Ecce Homo                                     | Łuk De Rohana, Triq il-Kbira / Triq L-Imdina               | 35°52′25,7″N 14°26′53,1″E/35,873806 14,448070 | 2231                |         |
| Kaplica Niepokalanego Poczęcia                      | Triq L-Imdina                                              | 35°52′25,1″N 14°27′03,1″E/35,873646 14,450862 | 2232                |         |
| Nisza Chrystusa Zbawiciela                          | 330 Triq il-Kbira                                          | 35°52′23,7″N 14°26′49,1″E/35,873247 14,446962 | 2233                |         |
| Płaskorzeźba Chrystusa Króla                        | "Kristu Re", 14 Vjal il-Ħelsien                            | 35°52′23,9″N 14°26′32,4″E/35,873300 14,442337 | 2234                |         |
| Nisza św. Filipa z Agiry                            | "Dar il-Mulej", 107 Triq De Rohan                          | 35°52′21,8″N 14°26′39,1″E/35,872727 14,444198 | 2235                |         |
| Nisza Matki Bożej z Góry Karmel                     | "M. Dolores", 11 Vjal il-Ħelsien                           | 35°52′24,5″N 14°26′32,9″E/35,873470 14,442473 | 2236                |         |
| Kościół Zwiastowania Pańskiego                      | Triq il-Kbira / Triq il-Lunzjata                           | 35°52′22,3″N 14°26′17,8″E/35,872866 14,438275 | 2237                |         |
| Nisza Zwiastowania                                  | 133 Triq il-Kbira / 19 Triq il-Lunzjata                    | 35°52′22,6″N 14°26′17,3″E/35,872936 14,438151 | 2238                |         |
| Kaplica Matki Boskiej Bolesnej                      | Triq il-Kbira / Triq Frans Sammut                          | 35°52′18,8″N 14°26′26,5″E/35,871887 14,440681 | 2239                |         |
| Nisza św. Filipa z Agiry                            | 14 Triq Frans Sammut                                       | 35°52′19,6″N 14°26′27,5″E/35,872101 14,440965 | 2240                |         |
| Kaplica pw. Chrystusa Zmartwychwstałego (cmentarna) | Triq Paris (naprzeciw Triq Sciortino)                      | 35°52′27,8″N 14°26′30,7″E/35,874402 14,441863 | 2241                |         |
| Kościół Matki Bożej Łaskawej                        | Triq tal-Grazzja (naprzeciw Triq Xmun Attard)              | 35°52′16,3″N 14°26′14,1″E/35,871197 14,437253 | 2242                |         |
| Statua Matki Bożej Łaskawej                         | Triq tal-Grazzja (przed kościołem)                         | 35°52′16,5″N 14°26′14,0″E/35,871254 14,437222 | 2243                |         |
| Nisza Niepokalanego Poczęcia                        | 124 Triq tal-Grazzja                                       | 35°52′16,8″N 14°26′12,6″E/35,871346 14,436843 | 2244                |         |
| Nisza Matki Bożej Dobrego Zdrowia                   | Triq il-Mitħna (naprzeciw Triq tal-Grazzja)                | 35°52′16,4″N 14°26′05,9″E/35,871219 14,434986 | 2245                |         |
| Nisza św. Rocha                                     | Triq il-Mitħna (wiatrak)                                   | 35°52′15,1″N 14°26′04,4″E/35,870866 14,434568 | 2246                |         |
| Nisza św. Antoniego z Padwy                         | Triq il-Buskett / Triq Filippu Grech                       | 35°52′13,8″N 14°26′02,4″E/35,870489 14,434007 | 2247                |         |
| Nisza Matki Bożej z Góry Karmel (pusta)             | Tal-Karmnu Farm, Triq il-Buskett                           | 35°52′12,7″N 14°25′57,9″E/35,870199 14,432761 | 2248                |         |
| Nisza Świętego Michała Archanioła                   | 41/43 Triq tal-Grazzja                                     | 35°52′17,7″N 14°26′21,8″E/35,871594 14,439388 | 2249                |         |
| Nisza Niepokalanego Poczęcia                        | 37 Triq tal-Grazzja                                        | 35°52′17,7″N 14°26′22,2″E/35,871583 14,439509 | 2250                |         |
| Nisza św. Józefa                                    | Triq Vilhena / Triq Sidtna ta’ L-Anġli                     | 35°52′17,1″N 14°26′24,1″E/35,871405 14,440034 | 2251                |         |
| Nisza Matki Bożej z Góry Karmel                     |                                                            |                                               | 2252                |         |
| Kościół św. Jakuba                                  | Triq it-12 ta’Mejju                                        | 35°52′42,6″N 14°25′31,8″E/35,878496 14,425497 | 2253                |         |
| Nisza św. Mikołaja z Bari                           | Triq it-12 ta’Mejju (naprzeciw Triq G. B. Debono)          | 35°52′30,2″N 14°26′01,6″E/35,875062 14,433777 | 2254                |         |
| Statua św. Filipa z Agiry                           | Triq Santa Marija (po prawej stronie przed kaplicą)        | 35°52′36,2″N 14°26′20,5″E/35,876711 14,439033 | 2255                |         |
| Statua Wniebowzięcia                                | Triq Santa Marija (po lewej stronie przed kaplicą)         | 35°52′36,4″N 14°26′20,6″E/35,876771 14,439062 | 2256                |         |
| Nisza Niepokalanego Poczęcia                        | 76 Triq Santa Marija / Triq Santa Marija, Sqaq Nru. 1      | 35°52′32,5″N 14°26′17,4″E/35,875707 14,438169 | 2257                |         |
| Nisza św. Józefa                                    | 63/64 Triq Santa Marija                                    | 35°52′34,5″N 14°26′19,4″E/35,876255 14,438710 | 2258                |         |
| Kaplica Wniebowzięcia „Ħal-Muxi”                    | Triq Santa Marija                                          | 35°52′36,2″N 14°26′20,9″E/35,876726 14,439130 | 2259                |         |
| Kaplica Nawiedzenia „Wied Qirda”                    | Triq Ta’Għaqba                                             | 35°52′00,8″N 14°26′58,9″E/35,866889 14,449694 | 2260                |         |
| Nisza św. Kajetana                                  | "Zadbet L-Andar" (naprzeciw nr. 28), Triq Ħali             | 35°52′10,3″N 14°26′20,5″E/35,869519 14,439036 | 2261                |         |
| Nisza św. Filipa z Agiry                            | 34 Triq Ħali                                               | 35°52′13,5″N 14°26′22,1″E/35,870428 14,439470 | 2262                |         |
| Nisza św. Rocha                                     | Triq il-Madonna                                            | 35°52′09,4″N 14°26′24,7″E/35,869274 14,440191 | 2263                |         |
| Nisza św. Filipa z Agiry                            | Triq il-Madonna                                            | 35°52′09,2″N 14°26′23,9″E/35,869224 14,439981 | 2264                |         |
| Kaplica Matki Bożej Opuszczonych                    | Triq il-Madonna                                            | 35°52′09,1″N 14°26′24,3″E/35,869199 14,440092 | 2265                |         |
| Nisza Matki Bożej z Lourdes                         | 52 Triq Sidtna ta’l-Anġli                                  | 35°52′14,2″N 14°26′25,0″E/35,870605 14,440267 | 2266                |         |
| Kościół Matki Bożej Anielskiej                      | 55 Triq Sidtna ta’l-Anġli                                  | 35°52′14,8″N 14°26′25,1″E/35,870766 14,440307 | 2267                |         |
| Statua Niepokalanego Poczęcia                       | Triq l-Anġlu (naprzeciw Triq San Ġużepp)                   | 35°52′14,7″N 14°26′26,5″E/35,870749 14,440699 | 2268                |         |
| Nisza Chrystusa Zbawiciela                          | Triq l-Anġlu                                               | 35°52′15,3″N 14°26′28,8″E/35,870908 14,441343 | 2269                |         |
| Nisza Ecce Homo                                     | Triq il-Parroċċa / Triq Manoel                             | 35°52′14,4″N 14°26′29,3″E/35,870655 14,441468 | 2270                |         |
| Nisza Wniebowzięcia                                 | Triq il-Parroċċa / Triq Ebona                              | 35°52′13,5″N 14°26′29,7″E/35,870428 14,441579 | 2271                |         |
| Nisza św. Jana Chrzciciela                          | 8 Triq Ebona                                               | 35°52′13,0″N 14°26′30,7″E/35,870282 14,441867 | 2272                |         |
| Nisza św. Rocha                                     | Triq Ebona / Triq Ebona, Sqaq Nru. 3                       | 35°52′11,5″N 14°26′31,9″E/35,869853 14,442208 | 2273                |         |
| Nisza Matki Bożej z Góry Karmel                     | 58 Triq tad-Dawl                                           | 35°52′09,0″N 14°26′32,6″E/35,869167 14,442392 | 2274                |         |
| Nisza św. Andrzeja                                  | Triq tad-Dawl / Triq tad-Dawl, Sqaq Nru. 1                 | 35°52′09,1″N 14°26′32,8″E/35,869192 14,442458 | 2275                |         |
| Nisza św. Rocha                                     | Triq tad-Dawl, Sqaq Nru. 1                                 | 35°52′09,6″N 14°26′33,4″E/35,869336 14,442609 | 2276                |         |
| Nisza Niepokalanego Poczęcia                        | 50 Triq tad-Dawl                                           | 35°52′08,1″N 14°26′33,7″E/35,868910 14,442693 | 2277                |         |
| Kościół Matki Bożej Światłości                      | Triq tad-Dawl                                              | 35°52′07,5″N 14°26′34,7″E/35,868748 14,442962 | 2278                |         |
| Płaskorzeźba św. Heleny                             | Triq il-Ħofra                                              | 35°52′08,7″N 14°26′40,3″E/35,869094 14,444530 | 2279                |         |
| Nisza Matki Bożej z Góry Karmel                     | "St. Carmel House", 43A Triq Vassalli                      | 35°52′08,3″N 14°26′31,5″E/35,868973 14,442079 | 2280                |         |
| Nisza Matki Bożej z Góry Karmel                     | 46 Triq Vassalli                                           | 35°52′08,9″N 14°26′30,7″E/35,869129 14,441849 | 2281                |         |
| Nisza św. Józefa                                    | Triq il-Parroċċa / 39 Triq San Ġużepp                      | 35°52′12,1″N 14°26′28,7″E/35,870018 14,441307 | 2282                |         |
| Nisza św. Antoniego z Padwy                         | Triq Sidtna tal-Anġli / Triq Sidtna tal-Anġli, Sqaq Nru. 1 | 35°52′16,3″N 14°26′24,3″E/35,871190 14,440080 | 2283                |         |
| Nisza Niepokalanego Poczęcia                        | "Candle House", 22 Triq Vilhena                            | 35°52′15,5″N 14°26′28,3″E/35,870984 14,441200 | 2284                |         |
| Kościół Najświętszego Serca Jezusa                  | Triq L-Imdina                                              | 35°52′29,7″N 14°26′45,4″E/35,874910 14,445951 | 2285                |         |
| Statua Najświętszego Serca Jezusa                   | Triq L-Imdina (przed kościołem)                            | 35°52′30,0″N 14°26′46,5″E/35,875012 14,446245 | 2286                |         |
| Nisza św. Pawła                                     | Triq L-Imdina / Triq L-Isqof Caruana                       | 35°52′39,0″N 14°26′30,7″E/35,877497 14,441872 | 2287                |         |
| Nisza św. Józefa                                    | 24 Triq tal-Grazzja                                        | 35°52′18,0″N 14°26′22,0″E/35,871668 14,439443 | 2288                |         |
| Nisza Niepokalanego Poczęcia                        | 54 Triq Paris                                              | 35°52′27,5″N 14°26′23,3″E/35,874299 14,439813 | 2289                |         |
| Płaskorzeźba Krzyż                                  | 56 Triq Paris                                              | 35°52′27,5″N 14°26′23,1″E/35,874309 14,439743 | 2290                |         |
| Nisza Najświętszego Serca Jezusa                    | Wied Ta’ / Triq is-Siġġiewi                                | 35°52′03,0″N 14°26′44,4″E/35,867493 14,445661 | 2291                |         |
| Nisza Matki Bożej z Lourdes                         | Triq is-Siġġiewi                                           |                                               | 2292                |         |
| Nisza św. Rocha                                     | Misraħ Ħal Dwieli / Misraħ Ħal Dwieli, Sqaq Nru. 2         | 35°52′03,0″N 14°26′24,9″E/35,867501 14,440241 | 2293                |         |
| Nisza św. Józefa                                    | "Antonia House", 24 Misraħ Ħal Dwieli                      | 35°52′03,9″N 14°26′25,5″E/35,867737 14,440417 | 2294                |         |
| Statua Matki Bożej Różańcowej                       | Misraħ Ħal Dwieli (naprzeciw Triq il-Madonna)              | 35°52′04,3″N 14°26′26,4″E/35,867856 14,440670 | 2295                |         |
| Kaplica „Ħal Mula”                                  | Triq Ħal Mula                                              | 35°52′16,4″N 14°26′49,3″E/35,871223 14,447027 | 2296                |         |
| Nisza św. Wawrzyńca                                 | Triq Achille Ferris                                        | 35°52′27,7″N 14°26′15,5″E/35,874366 14,437628 | 2297                |         |
| Nisza św. Rocha                                     | Triq il-Buskett                                            | 35°52′10,3″N 14°25′43,7″E/35,869540 14,428817 | 2298                |         |
| Nisza św. Józefa                                    | "Blue Jay", 6 Triq Santa Marija                            | 35°52′31,1″N 14°26′15,8″E/35,875298 14,437712 | 2299                |         |